# گمینا پاپووو بیسکوپیه
گمینا پاپووو بیسکوپیه (به لهستانی:  Gmina Papowo Biskupie) یک گمینا در لهستان است که در شهرستان خومنو واقع شده‌است. گمینا پاپووو بیسکوپیه ۷۰٫۴۴ کیلومتر مربع مساحت و ۴٬۳۶۹ نفر جمعیت دارد.